# سون یینگشا
سون یینگشا (انگلیسی: Sun Yingsha؛ زادهٔ ۴ نوامبر ۲۰۰۰) بازیکن تنیس روی میز اهل چین است.
وی در مسابقات کشوری و بین‌المللی در مجموع برندهٔ ۸ مدال طلا، ۳ مدال نقره شده‌است.